# جزيرة بونس

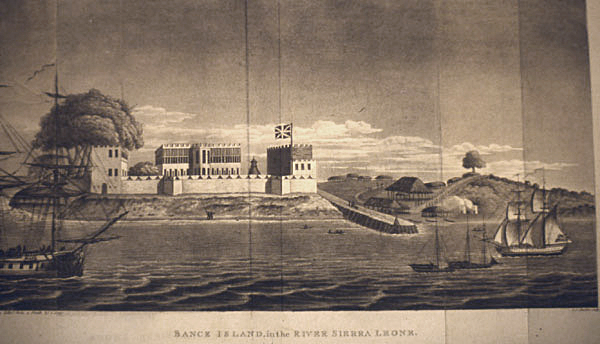

جزيرة بونس هي جزيرة في نهر سيراليون. تقع في فريتاون هاربور، مصب نهر روكيل وبورت لوكو كريك، على بعد حوالي 20 ميل (32 كم) من مصب نهر فريتاون عاصمة سيراليون. تبلغ مساحة الجزيرة حوالي 1650 قدم (502.9 متراً) بعرض 350 قدم (106.7 متراً) وتضم قلعة شيدتها شركة تجارة الرقيق البريطانية عام 1670 م. تم شحن عشرات الآلاف من الأفارقة منها إلى المستعمرات في أمريكا الشمالية من ولاية كارولينا الجنوبية وجورجيا ليكونوا مجبرين على العبودية، وهم أسلاف العديد من الأميركيين الأفارقة في الولايات المتحدة.
على الرغم من أن الجزيرة صغيرة، إلا أن موقعها الاستراتيجي عند حدود الملاحة للسفن العابرة للمحيطات في أكبر ميناء طبيعي في أفريقيا، جعلها قاعدة مثالية لتجار الرقيق الأوروبيين. احتفالًا بالذكرى المئوية الثانية 2007-2008 لإلغاء بريطانيا العظمى لتجارة الرقيق الأفريقية، ابتكر فريق من جامعة جيمس ماديسون رسماً ثلاثي الأبعاد للقلعة كما كان في عام 1805 ومعرضاً في المركز الذي عُرض في المتاحف في جميع أنحاء الولايات المتحدة والذي يقيمه الآن متحف سيراليون الوطني.

## التاريخ
كان تجار الرقيق الإنجليز أول من استقر وحصن جزيرة بونس عام 1670. خلال تاريخها المبكر، تم تشغيل القلعة من قبل شركتين مقرهما لندن وهما شركة رويال الأفريقية وفرعها، مغامرات غامبيا، والأخيرة «شركة كراون تشارترد» شركة شبه حكومية مدعومة من قبل الحكومة الإنجليزية. لم تكن القلعة ناجحة تجارياً، لكنها كانت بمثابة رمز للتأثير الإنجليزي في المنطقة، إذ اعتُرف قانونيًا بتجار الرقيق البرتغاليين منذ القرن السادس عشر.
انتهت المرحلة المبكرة من تاريخ القلعة في عام 1728 عندما تمت مداهمة جزيرة بونس من قبل جوسيه لوبيز دا مورا، وهو تاجر رقيق لوسي أفريقي في تلك المنطقة. وقد كان أغنى رجل في إقليم سيراليون الحالي، حفيد ملك ماني وجزء من المجتمع المختلط لوسو - أفريقي الذي تطور على طول الأنهار السفلية. عملت هذه الطبقة كوسيط، وقاومت جهود الشركة الملكية الأفريقية لاحتكار التجارة مع الحكام الأفارقة. قاد لوبيز الآخرين في تدمير مصنع جزيرة بونس.
هُجرت جزيرة بونس حتى منتصف أربعينيات القرن التاسع عشر. تم تشغيلها لاحقاً من قِبل شركة جرانت، اوزوالد وشركائها التي سيطرت عليها عام 1748، وفي عام1785  نُقلت بونس وعدد من الجزر التابعة إلى شركة جون وألكساندر أندرسون. كانت مؤسسة ربحية للغاية أواخر القرن الثامن عشر. خلال النصف الثاني من القرن الثامن عشر، أرسلت الشركات الآلاف من الأسرى الأفارقة من جزيرة بونس لبيعهم للعمل في المزارع والجزر التي تسيطر عليها بريطانيا وفرنسا في الهند الغربية، وإلى مستعمرات أمريكا الشمالية في بريطانيا.
جاء تجار الرقيق الذين مارسوا أعمالهم في جزيرة بونس من خلفيات متنوعة. خلال التاريخ المبكر للقلعة، كان الأفرو البرتغاليون (وهو جزء مما وصفه المؤرخ إيرا برلين بأنه «جيل الكريول الأطلسي») يبيعون العبيد والمنتجات المحلية هناك. كانوا مستقرين على طول الأنهار القريبة من الساحل وكانوا من سلالة تجار الرقيق البرتغاليين الذكور المعروفين باسم لانسادوس والنساء الأفريقيات، وكانوا في كثير من الأحيان ثنائيي اللغة.
خلال تاريخ الجزيرة في وقت لاحق، بدءاً من القرن السابع عشر أصبحت السلالات الأفريقية الإنجليزية مستقرة في المجموعات على طول ساحل غرب أفريقيا. وبحلول عام 1800، كان هناك حوالي 12000 شخص من أصل أفريقي إنجليزي في هذه المنطقة. رجال مختلطي العرق من عائلات مثل كولكرز وتاكر وكليفلاند باعوا العبيد وتاجروا بالبضائع في جزيرة بونس. وعلى غرار المنحدرين من أصل برتغالي، احتلوا أرضاً وسطى، وكثيراً ما تزوجوا من الطبقات العليا من القبائل الأفريقية. جاءت سفن الرقيق من لندن وليفربول وبريستول، ومن نيوبورت، رود آيلاند في مستعمرات أمريكا الشمالية، ومن فرنسا والدنمارك. نقلوا العبيد في الغالب إلى الأسواق البريطانية في منطقة البحر الكاريبي والجنوب الأمريكي.
كانت جزيرة بونس مركزاً تجارياً بريطانياً مهماً وهدفاً جذاباً في أوقات الحرب. هاجمت القوات البحرية الفرنسية القلعة أربع مرات (1695 و1704 و1779 و1794) ما أدى إلى إتلافها أو تدميرها في كل مرة. وقع هجوم عليها عام 1779 أثناء الحرب الثورية الأمريكية عندما استفاد الحلفاء الفرنسيون المتمردون في الجيش القاري من الصراع لمهاجمة الأصول البريطانية خارج أمريكا الشمالية. تعرض القراصنة، بمن فيهم بارثولوميو روبرتس أو «بلاك بارت»، من أشهر القراصنة في القرن الثامن عشر، لهجوم بين عامي 1719 و1720. أعاد التجار البريطانيون بناء القلعة بعد كل هجوم، وغيّروا تدريجياً هندستها المعمارية خلال ما يقارب 140 عاماً، حيث استُخدمت كميناء لتجارة الرقيق.

### صلاتها بأمريكا الشمالية
تشتهر جزيرة بونس بأنها واحدة من النقاط الرئيسية لبيع العبيد للمزارعين في منطقة لوكونتري من المستعمرات البريطانية من ولاية كارولينا الجنوبية وجورجيا، بما في ذلك جزر البحر (سلسلة من الجزر على ساحل المحيط الأطلسي في جنوب شرق الولايات المتحدة)، حيث طوروا مزارع الأرز الواسعة. يتطلب الأرز قدراً كبيراً من المعرفة التقنية لتنجح زراعته. كان المزارعون في ولاية كارولينا الجنوبية وجورجيا مستعدون لدفع أسعار أعلى لشراء العبيد مما يسمى بـ «ساحل الأرز» في غرب أفريقيا، وقد امتدت منطقة زراعة الأرز التقليدية حينها مما هو الآن السنغال وغامبيا في الشمال وصولاً إلى سيراليون وليبيريا في الجنوب. ومع ذلك، تظهر سجلات ميناء تشارلستون أن ما يقارب 40 في المئة من العبيد جاؤوا من أنغولا.
كانت جزيرة بونس أكبر قلعة عبيد بريطانية على ساحل الأرز. اختُطف المزارعون الأفارقة الذين يتمتعون بمهارات لزراعة الأرز من المناطق الداخلية وبيعوا في القلعة أو في أحد مصانعها الكثيرة (المراكز التجارية) على طول الساحل قبل نقلهم إلى أمريكا الشمالية. تم نقل عدة آلاف من العبيد من جزيرة بونس إلى ميناء شارلستون (ساوث كارولينا) وسافانا (جورجيا) خلال النصف الثاني من القرن الثامن عشر. غالباً ما أعلنت مزادات الرقيق في تلك المدن عن وصول شحنات الرقيق من جزيرة بونس.
عمل المستعمر هنري لورينز كوكيل أعمال في جزيرة بونس في تشارلستون، وكان مزارع أرز ثريًا وتاجر عبيد. تم انتخابه لاحقاً كرئيس للكونغرس القاري خلال الحرب الثورية، وعُين لاحقًا مبعوثًا للولايات المتحدة إلى هولندا. قُبض عليه من قبل البريطانيين وهو في طريقه إلى تسلم منصبه في أوروبا خلال الحرب، وسجن في برج لندن. بعد انتهاء الأعمال الحربية، أصبح أحد مفوضي السلام الذين تفاوضوا على استقلال الولايات المتحدة بموجب معاهدة باريس. وكان كبير المفاوضين على الجانب البريطاني ريتشارد أوزوالد، المالك الرئيسي لجزيرة بونس. كان هو ولورينز صديقين لمدة 30 عاماً. تم التفاوض على استقلال الولايات المتحدة جزئياً بين المالك البريطاني لجزيرة بونس ووكيل أعماله الأمريكي في ساوث كارولينا، ما دلَّ على الثروة والمكانة التي حققها هؤلاء الرجال من خلال تجارتهم في الأرز والعبيد.